# Central (métro de Hong Kong)
Pour les articles homonymes, voir Central.

Island Line

Tsuen Wan Line

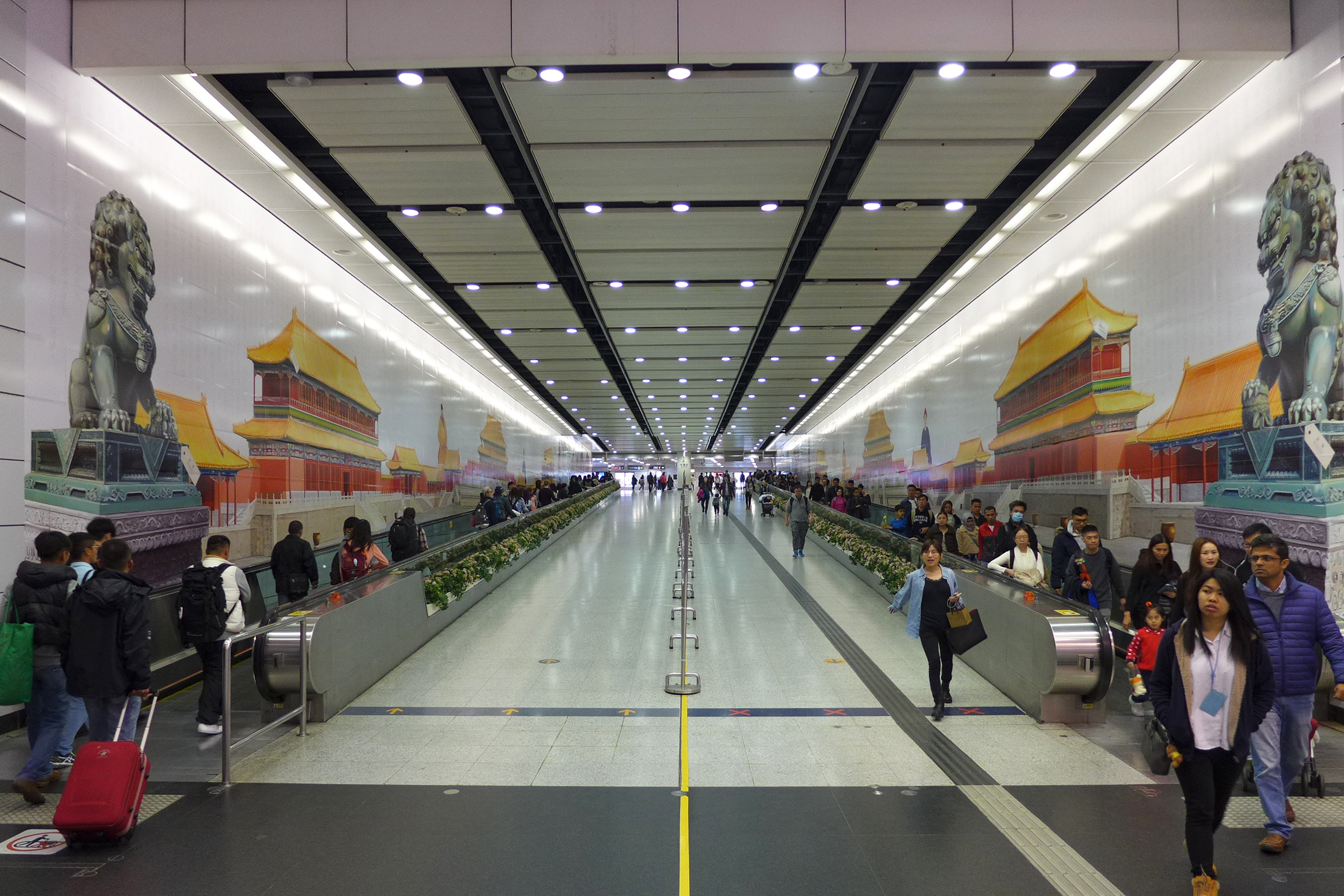
Passerelle souterraine entre Hong Kong et Central

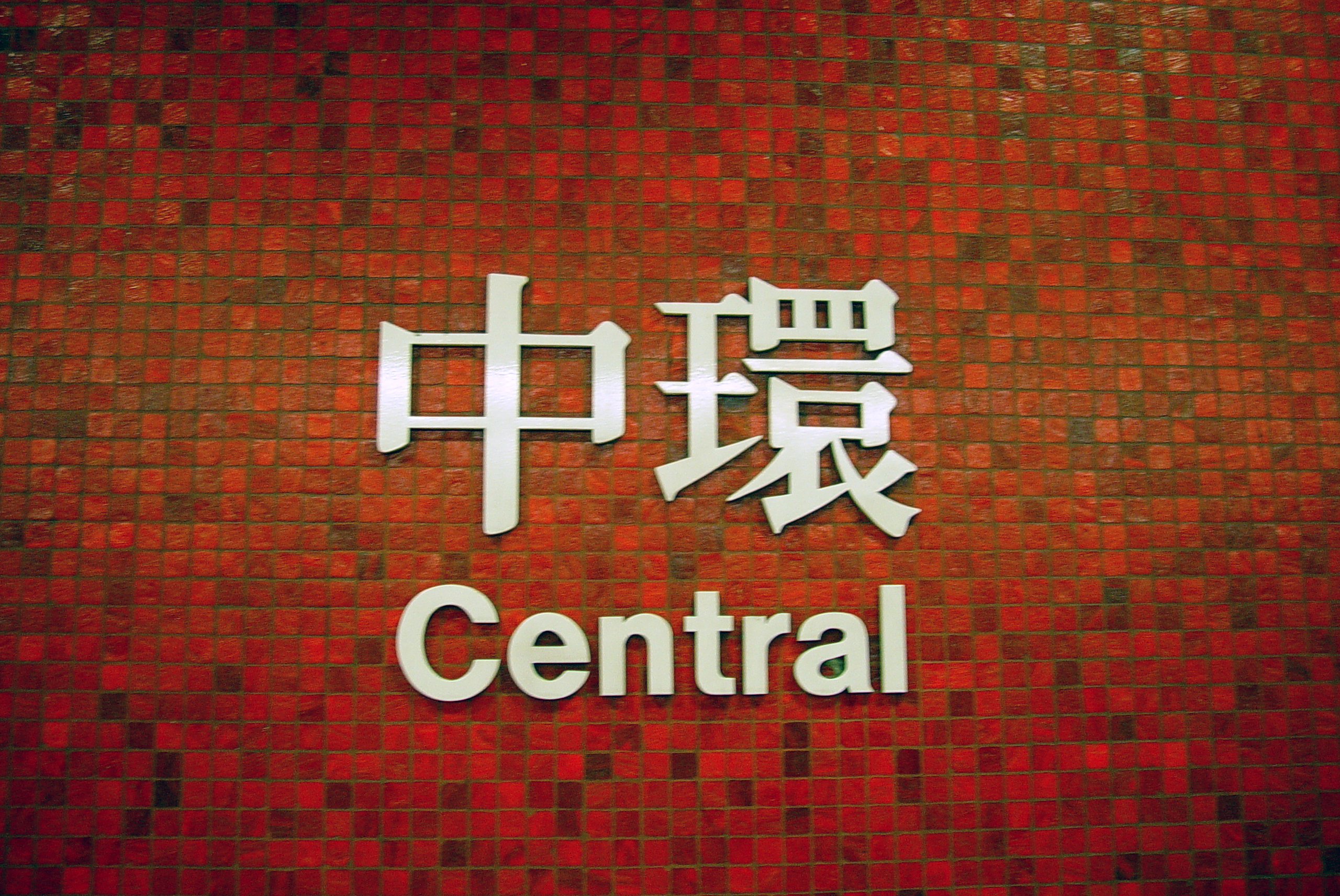
Signe de la station Central

Central (中環, Jyutping : zung1 waan4; pinyin : Zhōnghuán) est une station située dans le district Central de l'île de Hong Kong. Les murs de la station sont faits de briques rouges, mis à part les murs des quais de la Tsuen Wan Line où les murs sont brun foncé. La station constitue le terminus de la Tsuen Wan Line et la connecte avec l'Island Line, la Tung Chung Line et l'Airport Express via la station Hong Kong.

## Histoire

### Ouverture
En 1982, la station ouvre et le service de la Tsuen Wan Line démarre. La partie desservant cette ligne (quais 1 et 2) fut appelée Chater puis Chater Road. La partie desservant l'Island Line (quais 3 et 4) ouvrit en 1986 et fut dénommée Pedder puis Pedder Street. Plus tard, ces deux noms devinrent Central.

### Connexions avec l'Airport Express
Un passage est construit entre les stations Central et Hong Kong afin d'autoriser des transferts entre l'Island Line et la Tsuen Wan Line à l'Airport Express et à la Tung Chung Line. Ce passage ouvrit en 1998 en même temps que l'ouverture de ces deux nouvelles lignes.

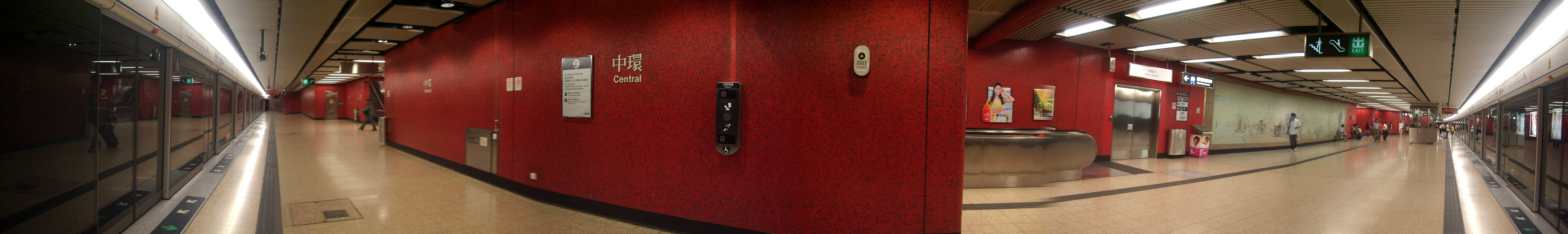
Panorama du quai 4 sur la Island Line en direction de la station Sheung Wan.